# Удовиченко, Михаил Дмитриевич
Михаи́л Дми́триевич Удовиче́нко (1878 — 1934) — русский офицер, герой Первой мировой войны. Последний кавалер ордена Святого Георгия 3-й степени.

## Биография
Происходил из мещан Херсонской губернии. Получил домашнее образование, затем окончил Одесское пехотное юнкерское училище.
Чины: штабс-капитан (?), капитан (1915), подполковник (1915), полковник (1916), генерал-майор (?).
Участвовал в русско-японской войне. Служил в 15-м стрелковом полку (на 1909 год — штабс-капитан).
В Первую мировую войну вступил со своим полком. Был награждён Георгиевским оружием и орденом Святого Георгия 4-й степени.
За отличия в Чарторыйской операции был представлен генералом Деникиным к ордену Святого Георгия 3-й степени и в 1917 году — награждён:
В ночь на 16 октября дивизия развернулась против Чарторийска и Новоселок, в следующую ночь переправилась через Стырь и в течение двух дней разбила, потопила и пленила австро-германцев на фронте в 18 км. Левая колонна (ген. Станкевич, полк. Марков, капитан Удовиченко (т. к. командир полка был слабоват, кап. Удовиченко фактически руководил полком в бою. За Чартер. операцию был представлен мною к Георгиевскому кресту 3-й степени и получил эту награду), направленная мною на запад и юго-запад, опрокидывая врага, шла неудержимо вперед, в то время как правая колонна полк. Бирюкова (16 стр. полк), брошенная на Чарторийск, с огромным подъемом, без выстрела, атаковала город с тыла, одним порывом взяла его, почти уничтожив занимавший его 1-й гренадерский Кронпринца полк, захватив орудия, пулеметы и обозы.
Затем командовал 16-м стрелковым полком.
В 1918 году служил в Гетманской армии, командовал 20-м Днепровским пехотным полком (август—ноябрь 1918) вплоть до его расформирования. Затем участвовал в Белом движении в составе ВСЮР. С 23 августа 1919 был временно исполняющим обязанности коменданта Киева. Командовал Сводным полком 4-й стрелковой дивизии (август—декабрь 1919) и 16-м стрелковым полком, был начальником боевого участка войск Киевской области.
После поражения Белого движения эмигрировал в Югославию. С 1930 года был начальником кадра 4-й стрелковой дивизии в Смередове.
Умер в 1934 году в Панчеве.

## Награды
- Орден Святого Станислава 3-й степени с мечами и бантом (ВП 15.06.1901), — за отличия в делах против китайцев
- Медаль «За поход в Китай» (серебряная, 1901)
- Орден Святой Анны 3-й степени (1905; утв. ВП 08.07.1907), за отлично-усердную службу и труды, понесенные во время военных действий
- Медаль «В память русско-японской войны» (1906)
- Орден Святого Станислава 2-й степени (06.12.1911; ВП 02.03.1912)
- Медаль «В память 300-летия царствования Дома Романовых» (1913)
- Орден Святого Георгия 4-й степени (утв. ВП 13.01.1915), — …за то, что в бою 27 августа 1914 года у с. Фалькенштейн при внезапной ночной атаке неприятеля сильным и метким огнём пулеметов отбил атаку и обратил противников в бегство.[2]
- Орден Святого Владимира 4-й степени с мечами и бантом (ВП 21.05.1915)
- Георгиевское оружие (11.08.1915; утв. ВП 10.12.1915), — …за то, что будучи начальником имевшего важное значение боевого участка на высоте 813, занимаемого 5-ю ротами при 4-х пулемётах, в течение 6-ти дней, с 10-го по 16-е марта 1915 года, успешно отражал настойчивые, повторные атаки превосходных сил австрийцев и удержал позиции до перехода в дальнейшее наступление.[3]
- Британский Военный крест (М.С.) (23.02.1916)[4]
- Орден Святой Анны 2-й степени с мечами (утв. ВП 17.11.1916)
- Орден Святого Георгия 3-й степени (утв. ПАФ 15.06.1917), — …за то, что, состоя в рядах 15-го стрелкового короля Черногорскаго Николая I полка, в бою 23 мая 1916 года у м. Олыка, увлекая своим примером стрелков, бросился во главе командуемого им батальона в штурм сильно укреплённой позиции противника и овладел первой полосой укреплений; под сильнейшим фланговым огнём и угрожаемый обходом с фланга и с тыла, искусными распоряжениями, лично появляясь в наиболее угрожаемых местах, отразил несколько контратак и, после упорного огневого и штыкового боя, опрокинул противника, чем обеспечил фланг полка. Лично приведя в полный порядок перемешавшиеся части своего участка и соседнего, начальник которого был убит, повёл свои роты на штурм следующих укреплённых линий противника, преодолев упорнейшее сопротивление его, и овладел высотой 112,5, захват которой имел решающее значение для боя 4-й стрелковой дивизии и успеха Луцкого прорыва.[5]